# Léo Durupt
Léo Durupt, né René Léopold Durupt le 30 mai 1900 au Val-d'Ajol (Vosges) où il est mort le 11 décembre 1966, est un photographe et un résistant français pendant la Seconde Guerre mondiale.

## Biographie
Fils d'Alphonse Armand Durupt (illustrateur et photographe à Nancy et au Val-d'Ajol) et de Henriette Mathy, il s'est marié à Nancy le 26 août 1925 à Berthe Lucie Grosjean.
Photographe, il a exercé à Nancy de 1925 à 1931, puis au Val-d'Ajol de 1931 à 1966.
Il était responsable de la Résistance au Val-d'Ajol avec près de 300 hommes sous ses ordres. Parallèlement, il était chef de centre des FFI (Forces françaises de l'intérieur), président du Comité de Libération, président de la Commission d'épuration, juré de la Chambre civique et de la Cour de justice et délégué du département des Vosges aux États-Généraux de la Renaissance française (10, 11, 12, 13, 14 juillet 1945).
Il est le père de Job Durupt (ex-député-maire de Tomblaine en Meurthe-et-Moselle), et grand-père du photographe Gilles Durupt.

## Son œuvre

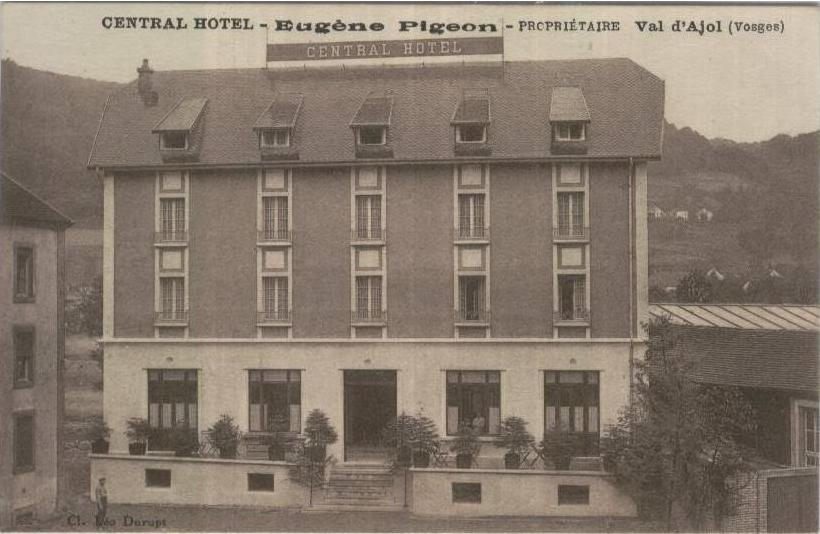
Une carte postale de Léo Durupt.

Sa ville, Le Val-d'Ajol, a servi de base arrière aux goums marocains du début du mois d'octobre 1944 jusqu'au printemps 1945. C'est là que les goumiers étaient rassemblés avant de monter au front et qu'ils venaient se reposer après les combats de Libération : ils ont été des milliers à passer par cette ville. Léo Durupt les a immortalisés au travers de portraits inédits.
Il a également édité de nombreuses cartes postales des environs du Val-d'Ajol.
Son travail de photographe fait désormais l'objet d'un fonds comprenant plusieurs milliers d'images, conservé par l'association nancéienne Image'Est. Celle-ci en présente plus de 800 en ligne sur son site accessible au public.